# Rokada
Kadar je kralj napaden, se mora nemudoma premakniti na varno, drugače je igra izgubljena. Na začetku šahovske igre se po navadi bori za središče, zato je pametno premakniti kralja na varno vstran in trdnjavo na sredino šahovnice. Rokada ali rošada ta manever omogoča.
Izraz rokada izvira iz starega perzijskega izraza rok ali roh, ki pomeni trdnjava. Angleški izraz za trdnjavo rook izvira iz tam. Pogovorni izraz rošada je torej nepravilen. Čeprav je izraz star, pa so se zametki tega pravila v pisni obliki prvič pojavila v 16. stoletju v Italiji, tam so celo do 19. stoletja rokado izvajali tako, da se je kralj lahko premaknil iz e1 na g1 ali h1, trdnjava pa iz h1 na f1 ali e1. Pravilo kakršno velja še danes je bilo uradno sprejeto v Franciji v 18. stoletju.
Šahovnico lahko vertikalno delimo na dva dela. S strani belega se desni strani reče kraljeva stran in levi damina stran. Ta izraza sta pomembna med drugim tudi zaradi izbire na katero stran se bo premaknil kralj; lahko rokira na kraljevo ali na damino stran.
| Diagram |

Ob izvajanju rokade se kralj premakne za dve polji v desno ali levo, trdnjava pa se postavi ob njega na nasprotno stran. Paziti moramo, da pri tem vedno najprej premaknemo kralja, šele nato trdnjavo, ker se drugače šteje, da smo premaknili samo trdnjavo. Diagram spodaj prikazuje pozicijo, kjer kralja še nista rokirala.
| Diagram |

Na diagramu spodaj lahko vidimo pozicijo po kraljevi ali mali rokadi belega. Kralj se je premaknil za dve polji desno, trdnjava pa poleg njega na drugo stran. Tovrstna rokada se v šahovski notaciji označi O-O.
| Diagram |

Pri naslednjem diagramu vidimo pozicijo po damini ali veliki rokadi belega. Tudi tukaj se kralj premakne za dve polji, tokrat levo in trdnjava poleg na drugo stran. Tovrstna rokada se v šahovski notaciji označi O-O-O.
| Diagram |

Pri določenih pogojih pa rokada ni mogoča:
- Rokada ni mogoča, če sta bila že premaknjena kralj ali trdnjava.

Spodnji diagram prikazuje onemogočeno rokiranje na damino stran, ker je bila trdnjava že premaknjena.
| Diagram |

- Rokada ni mogoča, če polja med kraljem in trdnjavo niso prazna.

Spodnji diagram prikazuje onemogočeno rokiranje na damino stran, ker je skakač med kraljem in trdnjavo.
| Diagram |

- Rokada ni mogoča, če je kralj napaden.

Spodnji diagram prikazuje napadenega belega kralja. V tej poziciji beli ne more rokirati, lahko pa prepreči šah s kraljico in rokira kasneje ali s premikom kralja, vendar mu je s tem onemogočeno nadaljnje rokiranje v igri.
| Diagram |

- Rokada ni mogoča, če kralja rokiranje postavi v šah.

Tokrat spodnji diagram prikazuje onemogočeno rokiranje belega na kraljevo stran, ker polje na katerega bi prišel kralj po rokadi napada nasprotnikov lovec. Vendar pa beli lahko rokira na damino stran ali kasneje na kraljevo, če se bo lovec umaknil.
| Diagram |

- Rokada ni mogoča, če mora pri tem kralj čez polje, ki je napadeno.

Pri tem diagramu dama napada polje čez katerega bi moral iti beli kralj pri rokadi na damino stran, zato mu je velika rokada trenutno onemogočena.
| Diagram |

Načeloma je priporočljivo rokirati v zgodnji fazi šahovske igre, preden nasprotnik organizira preprečitev rokade ali napad na kralja.